# Havarie (Album)
Havarie ist das Debütalbum der Hamburger Rapperin Haiyti. Es erschien am 13. Februar 2015 im Eigenvertrieb.

## Hintergrund
Das Album wurde Anfang 2015 veröffentlicht, als Haiyti noch fast gänzlich unbekannt war und verkaufte sich dementsprechend wenig. Dennoch gelang der Rapperin vor allem mit dem YouTube-Video zu Szeneviertel, das sie vor einer Boutique von Yves Saint Laurent zeigt, ein Achtungserfolg, wodurch sie erste Aufmerksamkeit erlangte.

## Produktion
Alle Lieder des Albums wurden von dem Musikproduzent Selouche produziert. Gastbeiträge sind auf Havarie nicht enthalten.

## Covergestaltung
Das Albumcover ist in Schwarz-weiß gehalten und zeigt Haiyti, die sich beide Hände vor die untere Gesichtshälfte hält und den Betrachter anblickt. Im Vordergrund befinden sich von oben nach unten die grauen Buchstaben HAI, YT und I. Der Hintergrund ist schwarz gehalten und am unteren Bildrand steht der Titel Havarie in Grau.

## Titelliste
| #  | Titel                | Länge |
| -- | -------------------- | ----- |
| 1  | Intro                | 2:02  |
| 2  | Szeneviertel         | 3:51  |
| 3  | Teenage Rehab        | 3:06  |
| 4  | Kein Paris           | 2:57  |
| 5  | C’est la Vie         | 3:54  |
| 6  | Artillerie           | 2:48  |
| 7  | Cosmopolitan         | 2:42  |
| 8  | Havarie              | 3:29  |
| 9  | Speedleiche          | 2:53  |
| 10 | Clubhai              | 2:59  |
| 11 | Treibsand            | 2:51  |
| 12 | Gucci Over All       | 3:19  |
| 13 | Luftkuss aus Maybach | 3:12  |
| 14 | Atlantis             | 2:57  |

## Videos
Zu sieben Liedern des Albums wurden Musikvideos veröffentlicht. So erschienen Videos zu Szeneviertel, Artillerie, Teenage Rehab, C’est la Vie, Treibsand, Speedleiche und Clubhai.